# Дискретна теорема Гріна
У диференціальному численні існує дискретна версія теореми Гріна, яка описує відношення між подвійним інтегралом функції для узагальненої прямокутної області D (область, яка утворюється з скінченого додавання прямокутників на площині) й лінійної комбінації похідної функції, заданої в кутах області. У цьому значенні ми будемо дивитись більш відому версію [Архівовано 26 серпня 2011 у Wayback Machine.] дискретної теореми Гріна.
Теорема названа на честь британського математика Джорджа Гріна, через схожість з його теоремою, теоремою Гріна: дві теоремі описують зв'язок між інтегруванням по кривій і інтегруванням по області, обмеженій кривою.

## Історія
Теорема була вперше представлена як неперервне продовження алгоритму Ванга «Інтегральне представлення зображення», у 2007 році на Міжнародній конференції ICCV, а потім знову була видана професором Doretto і його колегами у рецензованому журналі у 2011 році.

## Теорема

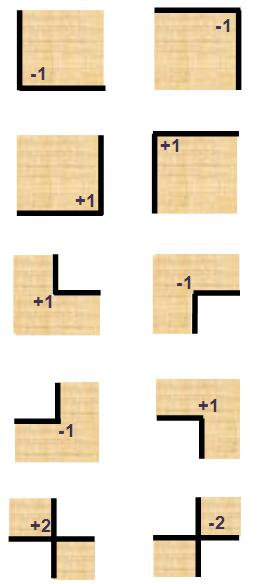
визначення

Припустимо що ƒ є інтегровною функцією на площині R2, так що:
{\displaystyle F\left(x,y\right)\equiv \int _{0}^{y}\int _{0}^{x}f\left(u,v\right)\,du\,dv}
є її похідна функції. Нехай {\displaystyle D\subset R^{2}} — прямокутна область. Тоді представимо теорему як:
{\displaystyle \iint _{D}f\left(x,y\right)\,dx\,dy=\sum _{{\vec {x}}\in \nabla \cdot D}\alpha _{D}\left({\vec {x}}\right)\cdot F\left({\vec {x}}\right),}
де {\displaystyle \nabla \cdot D} — множина кутів заданої області D , {\displaystyle \alpha _{D}} є дискретним параметром з можливими значеннями {0, ±1, ±2}, які визначаються залежно типу кута, як показано на малюнку праворуч. Цей параметр є приватним випадком прагнення кривої, яка послідовно визначається за допомогою одностороннього розриву крива у кутах заданої області.
Ця теорема є природним продовженням алгоритму таблиці узагальненої області. Ця теорема розширює алгоритм в у тому сенсі, цо область може буди неперервною і вона може бути сформована з (скінченого) числа прямокутників, тоді як в алгоритмі таблиці узагальненої області передбачається, що область є єдиним прямокутником.
Дискретна теорема Гріна також узагальнює теорему Ньютона-Лейбніца.

## Доведення
Для доведення теореми можна задіяти формулу з алгоритму «Інтегрального представлення зображення» яка включає в себе прямокутники, які утворюють цю область:
Це зображення показує, як + \ — коефіцієнти першочергової функції скорочуються у прямокутниках, окрім точок які знаходяться у кутах цієї області.

## Приклад
Припустимо, що функція ƒ, задана на площині R2 , тоді F є її похідною функцією. Нехай D — це, область, позначена зеленим на наступному малюнку:
згідно з теоремою, задіяною у цій області, виходить наступний вираз:
{\displaystyle \iint _{D}f\left(x,y\right)\,dx\,dy=F\left(J\right)-2F\left(K\right)+F\left(L\right)-F\left(M\right)+F\left(N\right)-F\left(O\right)+F\left(P\right)+F\left(Q\right)-F\left(R\right).}

## Додаток
Дискретна теорема Гріна в комп'ютерних програмах зі знаходження об'єктів на зображеннях і їх швидкого обчислення, а також у інтересах ефективного розрахунку ймовірностей.

## Узагальнення
У 2011 році були запропоновані способи узагальнення до теореми:
- Спосіб, запропонований професором Фам і його колегами: узагальнення теореми полігональних областей за допомогою динамічного програмування[6].
- Підхід, запропонований математиком Шахар: узагальнення теоремі на більш широкий спектр областей за допомогою оператора розриву[5] і методу інтегрування похилої лінії[7] за допомогою яких і була сформована дискретна теорема Гріна[8].

## Відео лекції
- Вступ в напівдискретне числення, які використовуються в дискретній теоремі Гріна [Архівовано 26 серпня 2011 у Wayback Machine.].